# 랜드 밀러
랜드 밀러(1959년 1월 17일~)는 형제인 로빈 밀러와 함께 사이언 월드(초기 사이언)의 공동 창립자이자 최고경영자이다.
그와 형제 로빈 밀러는 심즈의 출시 이전까지 가장 많이 팔린 게임으로 기록되었던 컴퓨터 게임 미스트의 공동 디자이너로, 미스트의 성공으로 두 형제는 유명해졌다. 랜드는 또한 미스트의 속편인 리븐의 개발에 참여했고, 주역인 아트러스 역으로 미스트 시리즈에 등장하였다. 그는 또한 미스트 소설 〈아트러스의 책〉, 〈티아나의 책〉, 〈드니의 책〉을 공동 집필했다.
그는 현재 사이언 월드의 최고경영자로 남아있다.